# Mickaël Poté
Mickaël Poté (Lyon, 24 de setembro de 1984) é um futebolista beninense que atua como atacante.

## Carreira
Mickaël Poté representou o elenco da Seleção Beninense de Futebol no Campeonato Africano das Nações de 2010.